# Judah Philip Benjamin
Judah Philip Benjamin (6 de agosto de 1811, St. Croix - 6 de mayo de 1884, París) fue un destacado jurisconsulto estadounidense de origen
judío, que fue miembro del gabinete confederado.

## Biografía
Siendo muy joven se mudó con sus padres a Carolina del Sur y en 1832 se trasladó a Belle Chasse y comenzó a ejercer leyes en Nueva Orleans. Fue el primer judío en ser electo para el Senado de los Estados Unidos en 1853 y donde se hizo famoso por sus discursos esclavistas. Después de que el Sur se escindiera, Jefferson Davis lo designó en 1861 como fiscal general, secretario de guerra confederado y secretario de Estado en 1862.
Tiempo después durante la guerra, provocó la ira de muchos habitantes del sur blancos, por haber exhortado que los esclavos fueran reclutados en el Ejército de los Estados Confederados de América y que fueran emancipados después de terminar de prestar su servicio. Al finalizar la contienda huyó a Inglaterra, donde fue admitido al colegio de abogados en 1866 y se desempeñó como asesor jurídico de la reina desde 1872.
- Datos: Q466115
- Multimedia: Judah Philip Benjamin / Q466115